# Аль Бано
Аль Бано, справжнє ім'я Альбано Каррізі (італ. Al Bano, Albano Carrisi; *20 травня 1943, Челліно-Сан-Марко, Бріндізі, Італія) — популярний італійський співак. Батько — Кармело Каррізі, мати — Іоланда Каррізі.
У 2019 Міністерство культури України внесло в перелік митців, які створюють загрозу нацбезпеці України, італійського співака Карріззі Альбано, відомого під сценічним псевдонімом Аль Бано. Пізніше був вилучений зі списку на прохання президента Зеленського.

## Біографія

### Дитинство
Альбано Каррізі народився в 1943 році у бідній селянській родині. Батько Аль Бано під час Другої світової війни був в Албанії, і в пам'ять про це дав синові ім'я Альбано (Албанець). Пізніше Альбано розділив своє ім'я на Аль Бано, яке й стало його сценічним псевдонімом.
Хлопчик з дитинства любив співати. У віці 12 років Аль Бано склав свою першу пісню Addio Sicilia («Прощавай, Сициліє»), яку, до речі, так і не записав на платівки згодом. У 16 років Аль Бано залишає свій рідний дім і вирушає до Мілана, вже тоді твердо вирішивши стати співаком.

### Початок кар'єри (1965—1970)
Перші роки в Мілані були найважчими — Аль Бано доводилося працювати офіціантом, кухарем, робітником на конвеєрі. Нарешті, у 1965, Аль Бано взяв участь в конкурсі «Нові голоси», організованому Адріано Челентано, і після перемоги в ньому увійшов в «клан Челентано». У тому ж 1965 виходить його перша платівка La strada / Devo dirti di no («Дорога / Я повинен сказати тобі ні») на фірмі звукозапису «Клан Челентано». Аль Бано почав брати участь в гастролях по країні з власними піснями. З піснею Devo dirti di no («Я повинен сказати тобі ні») Аль Бано намагався потрапити на конкурс «Сан-Ремо», але йому це не вдалося.
У 1967 до співака прийшла популярність — пісня Nel sole («На сонці») мала шалений успіх, в тому ж році був виданий і його перший альбом Nel sole. У 1967 був створений художній фільм Nel sole. На зніманні цього фільму Аль Бано познайомився з американською актрисою і молодою співачкою Роміною Пауер, яка грала головну роль разом з ним.
У 1967–1970 роках за мотивами музики Аль Бано було створено 7 художніх музичних фільмів: Nel sole («На сонці», 1967), L'oro del mondo ("Все золото світу ", 1968), Il suo nome è donna Rosa («Її звуть донна Роза», 1969), Pensando a te («Думаючи про тебе», 1969), Il ragazzo che sorride ("усміхнений хлопчик ", 1969), Mezzanotte d'amore («Північ любові», 1970),Angeli senza paradiso («Ангели без раю», 1970), в яких Аль Бано і Роміна Пауер зіграли головні ролі (тільки у фільмі Il ragazzo che sorride Роміну замінила інша актриса).
У 1968 Аль Бано дебютує в «Сан-Ремо» з піснею La siepe («Огорожа»).
У 1970 відбулося весілля Аль Бано і Роміни Пауер, а через 4 місяці з'явилася на світ їхня дочка Іленія. Тоді ж вийшла перша спільна пісня Аль Бано і Роміна Пауер Storia di due innamorati («Історія двох закоханих»).

### 1970-і роки
У 1971 Аль Бано вдруге бере участь у «Сан-Ремо», з піснею 13, storia d'oggi («13, сьогоднішня історія»), але успіх до нього не приходить.
У 1972 у Аль Бано і Роміни Пауер з'являється на світ син Ярі.
У 1974 виходить альбом Аль Бано Antologia («Антологія») з класичними оперними аріями з опер Пуччіні, Масканьї, Доніцетті. Співак і раніше включав у свої альбоми одну-дві класичні пісні, такі як O sole mio, Mattino, Anema e core або Core 'ngrato.
У 1975 виходить перший спільний альбом Аль Бано і Роміна Пауер Atto I («Акт перший»).
У 1976 Аль Бано і Роміна Пауер займають 7-е місце на конкурсі «Євробачення» з піснею We'll live it all again («Ми переживемо все це знову»; в італійськії версії — E Fu Subito Amore).

### 1980-і роки
У 1981 величезний міжнародний успіх має пісня Аль Бано і Роміна Пауер Sharazan («Шаразан»).
У 1982 дует Аль Бано і Роміна Пауер виступає в Сан-Ремо з їх знаменитою піснею Felicità («Щастя»), яка зробила їх відомими на весь світ. Пісня зайняла на конкурсі друге місце після пісні Рікардо Фольї Storie di tutti i giorni («Повсякденні історії»), яка також стала візитною карткою для цього співака. Так само, в цьому році, в національному хіт-параді одночасно присутні 4 пісні дуету: Sharazan, Aria pura, Felicità і Il ballo del qua qua, встановивши тим самим абсолютний рекорд.
Починаючи з 1982 альбоми дуету Аль Бано і Роміна Пауер починають виходити й іспанською мовою в Іспанії та Латинській Америці, де дует був дуже популярний. Пізніше, в 1985 році, за цей альбом проданий тиражем 6000000 примірників, вони отримають в Німеччині премію «Golden Europe».
У 1984 Аль Бано і Роміна завойовують 1-е місце в Сан-Ремо з піснею Ci sarà («Так буде») і випускають альбом «Effetto amore». Потім здійснюють візит в СРСР, де в Ленінграді записують музичний фільм Una magica notte bianca («Чарівна біла ніч») з їх найкращими піснями.
У 1985 Аль Бано і Роміна беруть участь у фестивалі Євробачення з піснею Magic oh magic («Чари, про чари») і знову займають 7-е місце, як і 9 років тому. В цьому ж році з'являється на світ їхня дочка Крістель.
У 1986 Аль Бано і Роміна Пауер записують найуспішніший зі своїх альбомів — «Sempre Sempre». За кількістю проданих копій, альбом був успішнішим навіть ніж сингл «Felicita`» в 1982—1983 роках. Це пік популярності дуету, серйозно укріплений в наступному році.
У 1987 дует бере участь у Сан-Ремо з піснею Nostalgia canaglia («Проклята туга») і займає 3-е місце. У цьому ж році у них народжується дочка Роміна (молодша). Виходить альбом «Liberta`!». Альбом-шедевр, з однойменною піснею, що стала гімном революції в Румунії 1989 року.
У 1989 новий альбом Fragile («Крихке») і знову 3-є місце в Сан-Ремо з піснею Cara terra mia («Дорога моя земля»). Більше призових місць у дуету не було, хоча вони виступали в Сан-Ремо ще раз в 1991 з піснею Oggi sposi («Сьогодні дружини»). Англійську версію цієї пісні Just married виконувала в Сан-Ремо сестра Роміни Тарін Пауер.

### 1990-2000-і роки
У 1991 виходить їхній перший офіційний альбом найкращих пісень: в Італії — «Le piu` belli canzoni», у Німеччині — «Vincerai-their greatest hits».
У 1993 виходить альбом «Notte e giorno» (Ніч і день), який виходить також іспанською мовою під назвою «El tiempo de amarse». На думку багатьох шанувальників, це один з найкращих альбомів дуету.
У 1994 їхню родину спіткало горе. У Новому Орлеані пропадає їхня старша дочка Іленія. Багатомісячні пошуки не дали результатів. Тоді ж відносини між Аль Бано і Роміною Пауер псуються.
У 1995 Аль Бано і Роміна записують альбом «Emozionale» (Схвильований), а пізніше знімають його відео версію. Це останній повний альбом дуету.
У 1996 Аль Бано сам бере участь у Сан-Ремо з автобіографічною піснею E 'la mia vita («Це моє життя») і займає 7-е місце.
У 1997 Аль Бано знову бере участь у Сан-Ремо з піснею Verso il sole («До сонця»). Тоді ж він записує альбом з класичними оперними аріями Concerto classico («Концерт класичної музики»). Серед його композицій — Il mio concerto per te («Мій концерт для тебе», на музику 1-го концерту Чайковського), Anni («Роки», на музику сьомої симфонії Бетховена), Va pensiero («Приходить думка», музика Верді з опери «Набукко») та ін.
У 1998 продовження «класичної традиції» Аль Бано в альбомі Il nuovo concerto («Новий концерт»).
У 1999 року Аль Бано бере участь в Сан-Ремо з композицією Ancora in volo («Знову в польоті») і займає 6-е місце. Тоді ж відбувається його офіційне розлучення з Роміною Пауер, про яке співак повідомив у відкритому листі до глянцевого журналу Oggi та про причини цього рішення.
У 2000 Аль Бано і Монтсеррат Кабальє дають спільний концерт в Міланському соборі, який був виданий на DVD в серії Jubilaeum collection. Цього ж року співак виступив на пісенному конкурсі Євробачення в ролі бекграунд-вокаліста для співачки Джейн Богерт (Jane Bogaert), котра представляла Швейцарію і багато років була бекграунд-вокалісткою для Аль Бано.
У жовтні 2000 співака обрали послом доброї волі від організації ФАО (FAO).
У 2002 Аль Бано записує «класичний» альбом Carrisi canta Caruso («Каррізі співає Карузо») з піснями з репертуару великого Енріко Карузо, в тому числі одну «дуетом» з Карузо.
У 2005 артист розриває стосунки з на 28 років молодшою за нього італійською телеведучою Лореданою Леччізо, з якою він прожив 5 років. За цей час у пари народилося двоє дітей: син Альбано Джованні Паоло (26 жовтня 2002) (названий в честь батька та Папи Івана Павла ІІ) та дочка Ясмін (14 червня 2001).
У 2006 Аль Бано випускає альбом Il mio Sanremo («Мій Сан-Ремо») з реміксами на всі свої пісні, з якими він брав участь в Сан-Ремо, плюс пісні Devo dirti di no («Я повинен сказати тобі ні») і закінчуючи Sei la mia luce («Ти мій світ»), які не потрапили в Сан-Ремо в 1965 та 2006 відповідно. Цього ж року співак випускає свою автобіографію, написану у співпраці з Роберто Аллегрі E la mia vita (Це моє життя). Книжка мала шалений успіх серед читачів і випускалася не одним тиражем.
У 2007 Аль Бано знову займає друге місце на фестивалі в «Сан-Ремо» з піснею написаною сином Ярі і співаком та композитором Ренато Дзеро «Nel perdono». Того ж року випускає диск Cercami nel cuore della gente (Шукай мене у серці народу).
У 2008 виходить альбом Dai Il Meglio Di Te (Дай найкраще від себе) у дуеті з Массімо Феррарезе (Massimo Ferrarese). Аль Бано також випускає ще одну книжку, до якої додається CD Con la musica nel cuore (З музикою в серці).
У 2009 співак знову повертається на сцену театру «Арістон» («Сан-Ремо») з піснею L'Amore 'e sempre amore (Кохання є завжди коханням), проте потрапляє лише в десятку найкращих. Згодом виходить диск з такою ж назвою. Цього ж року, у листопаді, він записує класичні пісні іспанською мовою, які виходять в Іспанії на CD та DVD під назвою La Mia Opera. Однією з головних подій цього року для співака став фестиваль ''Mea Puglia Festival'', який був започаткований за його ж ініціативою і тепер щороку проводиться в рідному містечку Аль Бано Челліно Сан Марко. На ньому виступали багато відомих в Італії і поза її межами співаків: Монсеррат Кабальє, Тото Кутуньйо, Джанні Моранді,Матія Базар, Кекко Дзалоне, П'єрдавіде Кароне, Ліно Банфі…
У 2010 Аль Бано випускає диск The Great Italian Songbook, збірник популярних італійських пісень, куди увійшли не лише його хіти.
У 2011 він знову бере участь у «Сан-Ремо» з піснею Amanda è libera (Аманда — вільна), написана ним у співпраці з Фабріціо Берлінчіоні (Fabrizio Berlincioni) та Алтерізіо Паолетті (Alterisio Paoletti). Вона приносить співакові третє місце. Цього року Аль Бано випускає однойменний диск. Також виходить ще один диск у дуеті з грецьким співаком Плутархосом Dio Fwnes Mia Psihi (Два голоси, одна душа).
У 2012 Аль Бано випускає альбом в Іспанії, який містить кавер-версії відомих італійських хітів, а також альбом в Італії Fratelli d'Italia («Браття, італійці»), який має назву італійського гімну та містить поміж інших пісень його музичну інтерпретацію. Також виходить його нова книжка Io ci credo (Я в це вірю), у якій співак розповідає про свою віру.
На сьогоднішній день Аль Бано володіє 27 золотими та 9 платиновими дисками. Він активно продовжує свою музичну кар'єру та багато гастролює, зокрема в Росії, Іспанії та інших країнах.

## Скандали
У березні 2014 року в інтерв'ю італійському виданню «HuffingtonPost Italia» заявив що підтримує російську анексію Криму та вважає що в цьому немає нічого поганого, адже "раніше Хрущов віддав Крим Києву [...] а тепер Крим повернувся в Росію мирно, адже відбувся референдум на якому люди самі проголосували за повернення до Росії"; у вересні 2014 року в інтерв'ю італійському виданню «Corriere» заявив що підтримує російську анексію Криму та вважає все відбулося законно адже "в Криму відбувся референдум на якому 90% проголосували аби залишитися з Росією [...] й якщо події в Україні повторять події в Балканах, то ми ще дякуватимемо Путіну". У 2015 році Аль Бано разом з Тото Кутуньо, Рікардо Фольї та гуртом «Ріккі е повері», через YouTube-канал «Друзі Путіна Італії і у всьому світі» («Amici di Putin In Italia e nel mondo») привітав президента РФ Володимира Путіна з Днем народження. У 2018 році в інтерв'ю цьому ж італійському виданню «Corriere» Аль Бано знову вихваляв Путіна та назвав його «великим».
У 2019 році Міністерство культури України внесло у перелік митців, які створюють загрозу нацбезпеці України, італійського співака Карріззі Альбано, відомого під сценічним псевдонімом Аль Бано. У відповідь на це Аль Бано заявив, що він «ніколи не говорив ні слова проти України, я ніколи не давав навіть оцінок. Вважаю неприпустимим те, що мене, співака миру, тепер розцінюють як терориста. У мене ніколи не було зброї, навіть подумки».

## Дискографія

### Сольні альбоми
- Nel Sole 1967
- Il Ragazzo Che Sorride 1968
- Pensando A Te 1969
- A Cavallo Di Due Stili 1970
- 1972
- Su Cara Su Sonrisa 1973
- Antologia 1974
- Al Bano En Español 1976
- Si Tu No Estás 1976
- 1978
- Concerto Classico 1997
- Volare 1999
- Il Nuovo Concerto 1998
- Canto Al Sole 2001
- Carrisi Canta Caruso 2002
- Buon Natale 2003
- Buon Natale 2003(немец. версія)
- Buon Natale 2003 (італ. версія)
- La Mia Italia 2004
- Ti Parlo Del Sud 2005
- Il Mio Sanremo 2006
- Cercami Nel Cuore Della Gente 2007
- L'amore e` sempre amore 2009
- Amanda e` libera 2011
- Canta Italia 2012 (ісп.)
- Fratelli d'Italia

### Альбоми, записані спільно з Romina Power
- Atto I 1975
- Des Nuits Entieres 1976
- 1978 1978
- Aria Pura 1979
- Momentos 1979
- Sharazan 1981
- Felicità 1982
- Felicidad 1982
- Che Angelo Sei 1982
- Que Ángel Será 1983
- 13 + 3 1982
- The Golden Orpheus Festival 1984
- Effetto Amore 1984
- Sempre Sempre 1986
- Siempre Siempre 1986
- Libertà! 1987
- Libertad 1987
- Fragile 1988
- Fragile (Spanish) 1989
- Fotografia Di Un Momento 1990
- Fotografía De Un Momento 1990
- Corriere Di Natale 1990
- Weihnachten Bei Uns Zu Hause 1990
- Navidad Ha Llegado 1990
- Vincerai 1991
- Vencerás 1991
- Notte E Giorno 1993
- El Tiempo De Amarse 1993
- Emozionale 1995
- Amor Sagrado 1995
- Ancora — Zugabe 1996 (3 new track & live versions)